# Cristina Finocchi Mahne
Cristina Finocchi Mahne (Trieste, 1º luglio 1965) è una dirigente d'azienda ed economista italiana.
È una delle scienziate incluse tra le 100esperte - Area Economia e Finanza". E' Membro del Consiglio di Amministrazione di società quotate in Borsa, di non quotate e di società regolate. In precedenza è stata Membro dell'Executive Management Committee di Gruppi bancari operanti a livello internazionale, tra cui Fineco Group. E' Membro dell'Advisory Board europeo di Fordham University NY e dell'Advisory Board Globale della Gabelli School of Business NY. È docente a contratto di Strategie di Sostenibilità ESG e di Investment Banking presso la Facolta di Scienze Bancarie, Finanziarie e Assicurative della Università Cattolica del Sacro Cuore a Milano e Membro del Comitato Scientifico dello CSEA (Centro Studi di Economia Applicata). 

## Biografia
Laureata in Economia e Commercio presso l'Università La Sapienza di Roma e ottenuto un MBA presso la LUISS Business School, inizia nell'area corporate finance di Euromobiliare (banca d'affari controllata da HSBC), successivamente in JP Morgan per poi continuare la sua carriera a Londra. Nel 1999 rientra in Italia per un incarico esecutivo in Bipop-Carire e prosegue la sua carriera come alto dirigente, C-suite executive, in Fineco Group, ricoprendo dal 2010 incarichi come consigliere di amministrazione di numerose aziende. quotate in Italia o in USA tra cui Inwit, Elica, Italiaonline, Natuzzi  Banco Desio e Trevi Finanziaria Industriale. Come dirigente e come consigliere di amministrazione si è occupata in particolare di Finanza e Mercati Finanziari,  Sostenibilità ESG e Sviluppo Responsabile - settore bancario, energia/chimica verde, beni di consumo discrezionali- con incarichi anche di Presidente di comitati endoconsiliari Rischi e Sostenibilità o Nomine e Remunerazioni.. Attualmente è membro dei CdA di Maire Tecnimont, in cui ricopre l'incarico di Lead Independent Director, ed è nel Board di DoValue e di IDB (Italian Design Brands) come Presidente dei rispettivi Comitati Rischi e Sostenibilità;. 

## Attività scientifica e divulgativa
Finocchi Mahne è una delle cento donne scienziate incluse tra le"100esperte", per l'Area Economia e Finanza, selezionate da un comitato scientifico composto da docenti dell'Università Bocconi per conto della Fondazione Bracco con il supporto della Rappresentanza in Italia della Commissione Europea,".
E' relatrice a convegni nazionali ed internazionali come esperta di gestione aziendale, società quotate e mercati finanziari, con focus su economia aziendale, governance e sviluppo sostenibile, materie di cui dal 2012 è docente a contratto nelle facoltà economiche e finanziarie prima presso la Facolta di Economia de La Sapienza di Roma e presso la LUISS Business School, e successivamente presso la Facoltà di Finanza ( Scienze Bancarie, Finanziarie e Assicurative) dell'Università Cattolica del Sacro Cuore a Milano.
Ai temi della governance, ha dedicato anche il suo lavoro come autrice e anchorwoman dal 2004 al 2012 con la trasmissione Watchdog, in onda su Class CNBC, canale televisivo economico-finanziario, SKY 507.
Si occupa, inoltre, come esperta, delle tematiche relative ai nuovi modelli di leadership e all'empowerment femminile: è stata responsabile della Fondazione Bellisario in Lombardia ed è co-fondatrice del chapter Italia di WCD Foundation (Women Corporate Directors) riservata a consigliere di amministrazione di società quotate.  Tra i suoi altri incarichi, è stata Membro del Cyber Insurance Steering Committee Globale di WCD Foundation, ed è ora Membro del Comitato Globale Visionary Awards, che seleziona e premia le migliori pratiche ESG di aziende di tutto il mondo.
Dal 2020 fa parte del Comitato Scientifico della Fondazione Centesimus Annus, che si propone di promuovere lo studio e la diffusione di sistemi economici solidali, equi e sostenibili seguendo i principi dell'ecologia integrale.
Nel 2022 è stata nominata nell'Advisory Board europeo della Fordham University NY e nel Comitato Scientifico del Centro Studi di Economia Applicata (CSEA) dell'Università Cattolica di Milano.
Nel 2023 è stata nominata nell'Advisory Board Globale della Fordham Gabelli School of Business NY.

## Riconoscimenti
Nel 2003 la Luiss le ha assegnato il Distinguished Executive Award, e nel 2007 ha ricevuto dalla Università La Sapienza, Facoltà di Economia, il premio Best in Class, entrambi per meriti professionali.